# Jogyesa
Le temple Jogyesa (en hangeul : 조계사 ; en hanja : 曹溪寺) est le siège de l'ordre Jogye du bouddhisme coréen depuis 1936[réf. souhaitée]. Il joue ainsi un rôle important dans le bouddhisme seon en Corée du Sud. Le temple a été fondé en 1395[réf. souhaitée], au commencement de la dynastie Joseon. Le temple moderne date de 1910[réf. souhaitée] et s'appelait initialement Hwanggaksa. Le temple a été renommé Taegosa pendant la colonisation japonaise et enfin Jogyesa en 1954.
Le Jogyesa est situé dans l'arrondissement de Jongno-gu, au centre de Séoul. Le monument naturel no 9, le Baeksong, un pin Napoléon de 500 ans, se trouve sur le terrain du temple.
Le Jogyesa a attiré l'attention des médias internationaux en décembre 1998 à cause de l'occupation du temple par des moines au cours d'une lutte de pouvoir entre factions de l'ordre Jogye. À la fin, la police anti-émeutes a été appelée pour prendre le contrôle du temple et expulser les contestataires après une occupation de plus de quarante jours.

## Évènements marquants

### Anniversaire de Bouddha

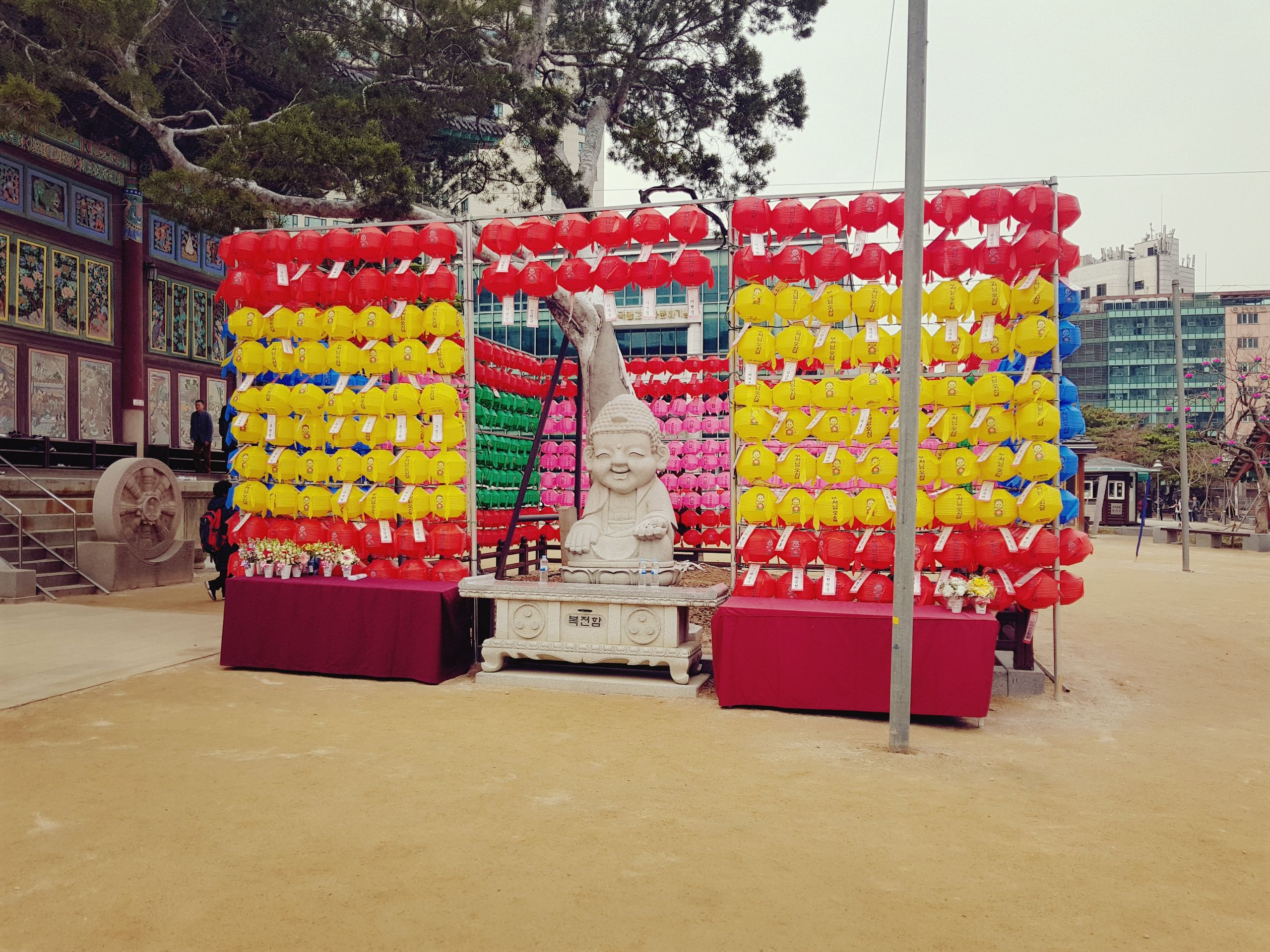
Bouddha situé au temple Jogyesa.

La date de naissance de Bouddha se célèbre à travers un grand festival des lanternes aussi appelé Yeon Deung Hoe. Ce festival est classé comme 122e patrimoine immatériel de la Corée et a lieu dans divers temples de la ville, notamment au temple Jogyesa. Avec pour valeur l’idée d’un monde sans discrimination et sans préjugés, ce festival est un moment de partage et de fête privilégié à Séoul.
L'origine du festival date de l'ère Silla Unifié il y a plus de 1 300 ans, quand le festival était Daeboreum, un jour célébrant la première pleine lune du calendrier lunaire. Ensuite, sous la dynastie Goryeo (918-1392), Yeon Deung Hoe s'est métamorphosé en festival marquant l'anniversaire de Bouddha. 
Les lanternes avec les lotus et autres objets traditionnels représentent les vœux de la population.